# شاين إنديكوت
شاين إنديكوت هو لاعب هوكي الجليد كندي، ولد في 21 ديسمبر 1981 في ساسكاتون في كندا.

## وصلات خارجية
- شاين إنديكوت على موقع دوري الهوكي الوطني (الإنجليزية)
- شاين إنديكوت على موقع إي إس بي إن.كوم (أن.إتش.أل) (الإنجليزية)
- شاين إنديكوت على موقع EliteProspects.com (الإنجليزية)
- شاين إنديكوت على موقع HockeyDB.com (الإنجليزية)
- شاين إنديكوت على موقع Hockey-Reference.com (الإنجليزية)